# Среднее (озеро, Лоухский район)
Среднее — озеро на территории Малиновараккского сельского поселения Лоухского района Республики Карелии.

## Общие сведения
Площадь озера — 1,2 км², площадь водосборного бассейна — 103 км². Располагается на высоте 22,9-26,0 метров над уровнем моря.
Форма озера лопастная, продолговатая: оно вытянуто с запада на восток. Берега изрезанные, каменисто-песчаные.
Через водоём протекает река Нильма, впадающая в Кандалакшский залив Белого моря.
По центру озера расположен один относительно крупный (по масштабам водоёма) остров без названия.
На северном берегу водоёма располагается нежилая деревня Нильмозеро, через которую проходит автодорога местного значения 86К-124 («Р-21 „Кола“, км 1051 — Нильмозеро — Нильмогуба»).
Код объекта в государственном водном реестре — 02020000711102000001951.